# Ngalop
Ngalop (Bhotyjczycy, Bhotiowie, Drukpowie) – grupa etniczna zamieszkująca Bhutan, Indie i Nepal. Czasami są nazywani Bhutańczykami, co jest nieścisłe, ponieważ za Bhutańczyków – mieszkańców Bhutanu – mogą się uważać także inne ludy go zamieszkujące takie jak Sharchop, Lhotsampa czy Lhopu. 
Ich etnogeneza nie została w pełni wyjaśniona, najprawdopodobniej przybyli z Tybetu i ok. IX w. zasiedlili tereny na płd.-wsch. stokach Himalajów.
Ngalop stanowią 52% ludności Bhutanu. Są oni tzw. ludem dominującym w tym kraju. Wyznają buddyzm tybetański (tzw. Żółte i Czerwone Czapki). Mówią językiem dzongkha (bhotia) z grupy języków tybetańskiego-birmańskich. 
Są społeczeństwem, w którym obowiązuje patrylinearny system pokrewieństwa. Obowiązuje monogamia, ale zgodnie z tradycją niektóre kobiety mogą mieć kilku mężów. Mieszkają przeważnie w górach, w małych wioskach i odizolowanych gospodarstwach. Podstawą ich utrzymania jest wysokogórskie rolnictwo i pasterstwo. Domostwem pasterzy są czarne, wojłokowe namioty. Głównym pożywieniem jest campa (pasta z prażonej mąki jęczmiennej) oraz przetwory mleczne i mięso.
Ze względu na podobieństwa religijne, kulturowe i językowe Bhotyjczycy są łączeni z ludem Sharchop (i obie grupy bywają określane jako Drukpowie).